# Wagenbauanstalt Oldenburg
Die Wagenbauanstalt Oldenburg (WOAG) war ein deutsches Maschinenbauunternehmen, das von 1916 bis 1926 im Oldenburger Stadtteil Osternburg ansässig war.

## Geschichte
Das Unternehmen wurde 1916 als Aktiengesellschaft auf dem Grundstück des ehemaligen Gutes Drielake gegründet und hatte anfangs nur 8 Mitarbeiter.
Es stellte zunächst Lafetten, Wagen und Munitionskästen insbesondere für die Verwendung im Ersten Weltkrieg her, wodurch die Belegschaft rasch auf 170 Mitarbeiter anwuchs.
Zudem produzierte es Straßenbahnwagen, die in Osnabrück teilweise bis 1960 eingesetzt wurden.
Von 1921 bis 1926 fertigte das Unternehmen rund 150 Motorräder der Marke WOAG an.
1926 wurde der Betrieb aufgrund Facharbeitermangels und zu schwacher Kapitalausstattung geschlossen.